# Arbrå
Arbrå est une localité de Suède dans la commune de Bollnäs située dans le comté de Gävleborg. Sa population était de 2 128 habitants en 2019.